# Megacyclops viridis
Megacyclops viridis – gatunek widłonoga z rodziny Cyclopidae. Nazwa naukowa tego gatunku skorupiaków została opublikowana w 1820 roku na podstawie badań naukowych szwajcarskiego zoologa Louisa Jurine.